# Автошлях Т 1510
Автошлях Т 1510 — автомобільний шлях територіального значення в Миколаївській області. Знаходиться в аврійному стані, не придатний для руху транспорту. Проходить територією Арбузинського, Братського, Єланецького та Новоодеського району від перетину з Н24 через Арбузинку — Єланець — Нову Одесу. Загальна довжина — 115,6 км.